# Ot el brujo
Ot el brujo (Ot, el bruixot) es una serie de historietas creada por Picanyol en 1971; es la más popular de él. Está compuesta de chistes mudos de pocas viñetas (de 1 a 5). No se emplea texto más que cuando lo pueden leer los personajes y en las constantes onomatopeyas (entre ellas, las que hacen alusión a sus hechizos). 

## Trayectoria editorial
Este personaje apareció por primera vez en el número doble 215/216 de la revista infantil "Cavall Fort" en 1971, y ha aparecido ininterrumpidamente en la revista desde el número 218.
A partir de 2009, y para celebrar los 40 años del personaje, y hasta 2011, Norma Editorial ha publicado tres volúmenes recopilatorios con intención de recoger todas las tiras cómicas de Ot.

## Los cuentos del Ot el brujo
Sus andanzas han sido recogidas en las colecciones de Ot, el brujo de la Editorial Pirene, tanto en castellano como en catalán, y también la Editorial La Galera produjo una colección que se llama Ot, el brujo. Edicions Baula también publicó, en catalán, cuentos (no chistes) infantiles con Ot como protagonista.`
También lo podeis encontrar en Editorial El Pirata: Tiras cómica de OT El Brujo

### Títulos publicados
- La capa mágica del Ot
- Ot y la lluvia
- Ot lee un cuento
- El dragón del Ot
- Ot hace una broma
- El abejorro

## Argumento y personajes
El protagonista principal es Ot, un brujo vestido de negro que con su magia arregla distintas situaciones. Tan pronto lo que hace es ayudar al prójimo como gastar bromas a otra gente (con frecuencia a los ricos fuertes y poderosos). 
Otros personajes recurrentes son:
- El búho: suele ser un observador, aunque a menudo sale maltrecho.
- La esposa Berta: egocéntrica y colérica, siempre tiene exigencias y a la mínima se pone a perseguir a Ot utilizando la escoba como garrote. Ella no tiene poderes.
- El policía: a menudo persigue a Ot por sus fechorías, pero nunca lo alcanza.
- El ladrón: siempre intenta robar o atracar pero siempre está Ot o a veces Berta para detenerlo.
- El náufrago: siempre está en una isla esperando algo, y Ot cuando pasa por ahí se lo da.

A pesar de ir vestido a la antigua, aparecen muchas referencias a los tiempos modernos que no deben considerarse anacronismos si se tiene en cuenta que Ot tiene el poder de viajar en el tiempo.

## Adaptaciones y legado
Se ha hecho una representación con títeres con este personaje, y ha sido el protagonista de los Juegotes, juegos de ordenador, editados por Barcelona Multimedia.

En el municipio de Moyá, de donde era originario Picanyol, hay un monumento dedicado a Ot.